# 패러데이 퓨처
패러데이 퓨처(영어: Faraday Future)는 미국 캘리포니아주 로스앤젤레스에 있는 전기 자동차 제조 회사로 2014년에 중국의 사업가인 지아 위팅에 의해 설립했다. 한편 회사의 명칭은 영국의 과학자인 마이클 패러데이에서 유래되었다.

## 모델

### 패러데이 퓨처 제로원

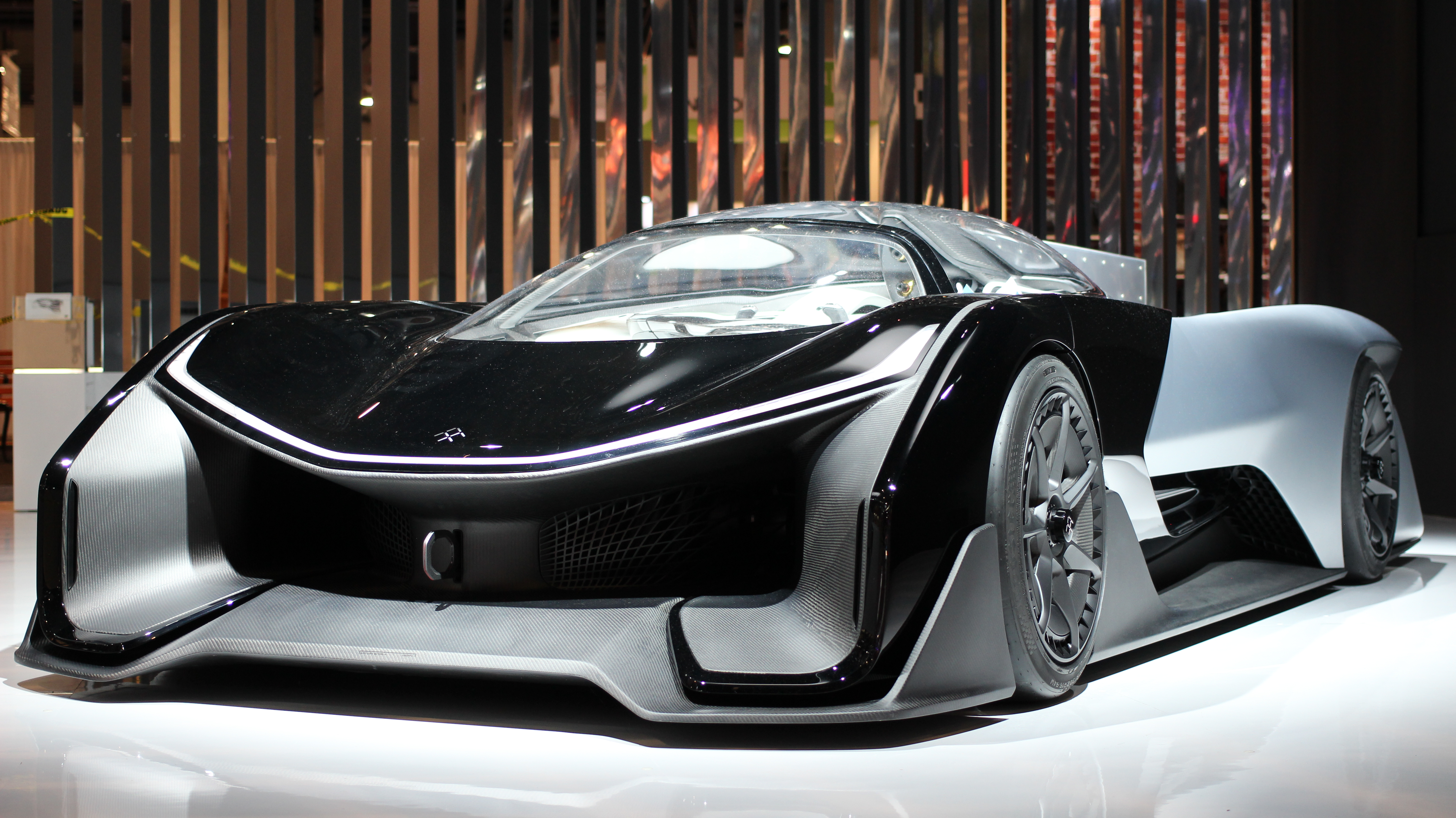
패러데이 퓨처 제로원

2016년에 컨셉 차량으로 출시되었다. 차량 명칭의 유래는 제로는 차량 상태를 의미하며, 1은 첫 번째를 의미한다. 향후 최고 속도 320km/h에 최대 1000마력을 기반으로 하고 있으며 운전석의 받침대에 산소와 물이 공급되는 것이 특징이다. 또한 이 차량은 네 개의 전기 모터가 탑재되었다.

### FF 01
향후 저용량 사양으로 개발될 예정이다.

### FF 81
당초 2018년에 공개될 예정이나 모기업인 러에코의 경영난으로 연기되면서 2019년에 대중에게 처음으로 공개되었다. 이 차량은 중형 SUV 사양으로 중국에 판매를 목적을 두었다. '8'은 차량의 카테고리 숫자로 제네시스 G80, 볼보 S80과 마찬가지로처럼 상대적으로 대중적인 대량 생산을 목적을 두고 있으며, 1은 최초로 시장에 진출을 의미한다.

### FF 91
FF 81 모델의 상급 모델로 2017년에 세단 사양으로 최초로 공개되었고, 2018년부터 최초로 생산에 들어갔으며 2020년부터 캘리포니아 주 핸포드 공장에서 생산되기 시작했다. '9'는 한 자리 수 맨 끝에 위치한 숫자로 제네시스 G90, 볼보 S90과 마찬가지로 플래그십 상징을 갖추고 있고, 1은 최초로 시장에 진출을 의미한다. 가속은 약 2.4초로 130kWh의 배터리가 탑재되며 1회 충전 시 최대 465km를 주행할 수 있다. 또한 스마트폰 앱을 통한 차량 접근 시스템과 얼굴 인식 기능이 있는 스마트키가 탑재된다.

### 701-EV

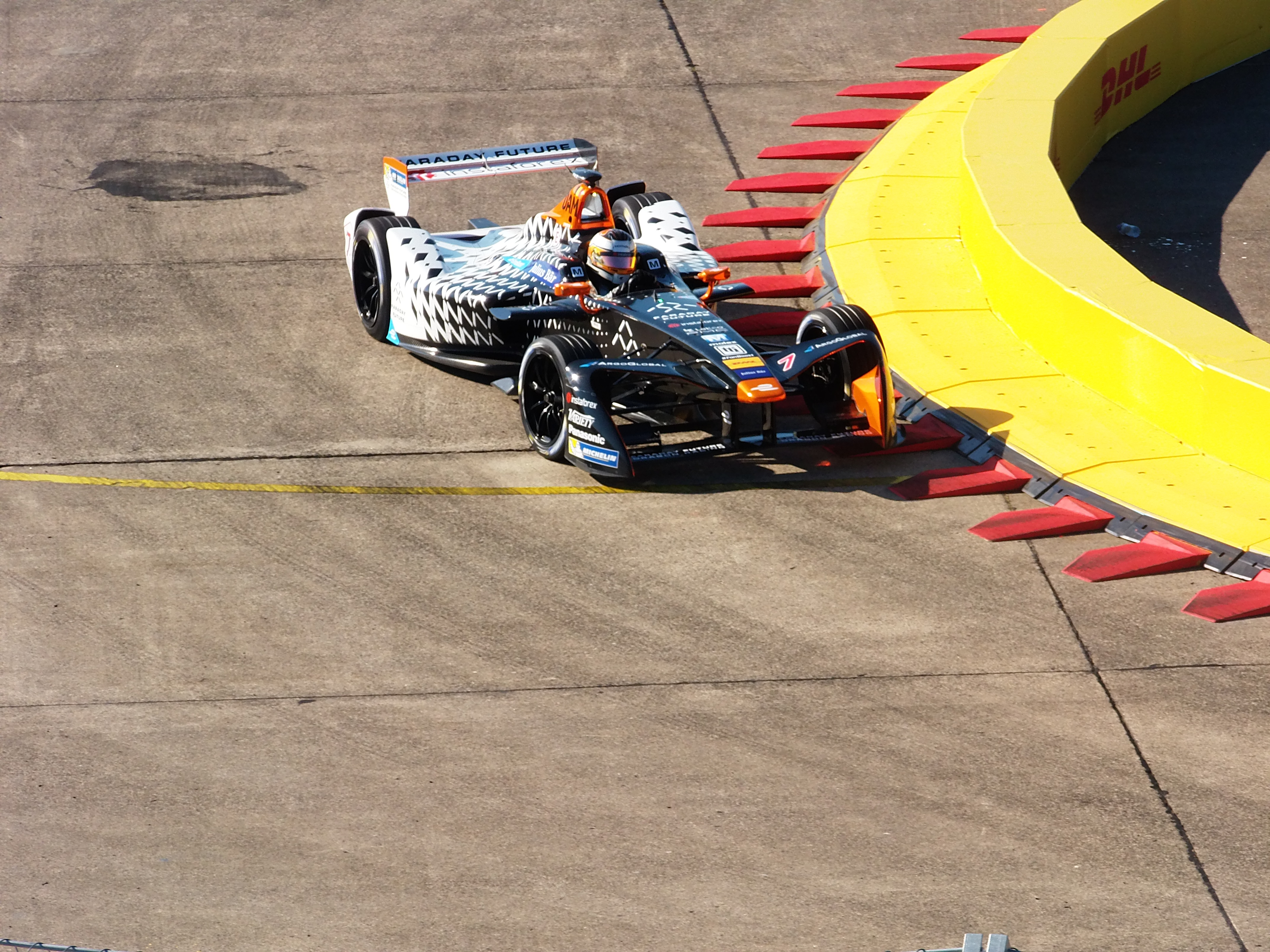
701-EV

패러데이 퓨처 드래곤 레이싱 펜스케(영어: Faraday Future Dragon Racing Penske) 또는 701-EV는 패러데이 퓨처 드래곤 레이싱 팀의 전기 포뮬러 차량으로 드레곤 레이싱과 미국의 기업가이자 언론인인 제이 펜스케와 합작으로 팀을 설립했다.

## 같이 보기
- 테슬라 (기업)
- 피스커
- 루시드 모터스
- 폴스타
- 리비안